# Kalpetta
Kalpetta è una suddivisione dell'India, classificata come municipality, di 29.602 abitanti, capoluogo del distretto di Wayanad, nello stato federato del Kerala. In base al numero di abitanti la città rientra nella classe III (da 20.000 a 49.999 persone).

## Geografia fisica
La città è situata a 11° 35' 60 N e 76° 5' 60 E e ha un'altitudine di 880 m s.l.m..

## Società

### Evoluzione demografica
Al censimento del 2001 la popolazione di Kalpetta assommava a 29.602 persone, delle quali 14.850 maschi e 14.752 femmine. I bambini di età inferiore o uguale ai sei anni assommavano a 3.606, dei quali 1.812 maschi e 1.794 femmine. Infine, coloro che erano in grado di saper almeno leggere e scrivere erano 22.770, dei quali 12.010 maschi e 10.760 femmine.